# Kunstzentrum Pier 2

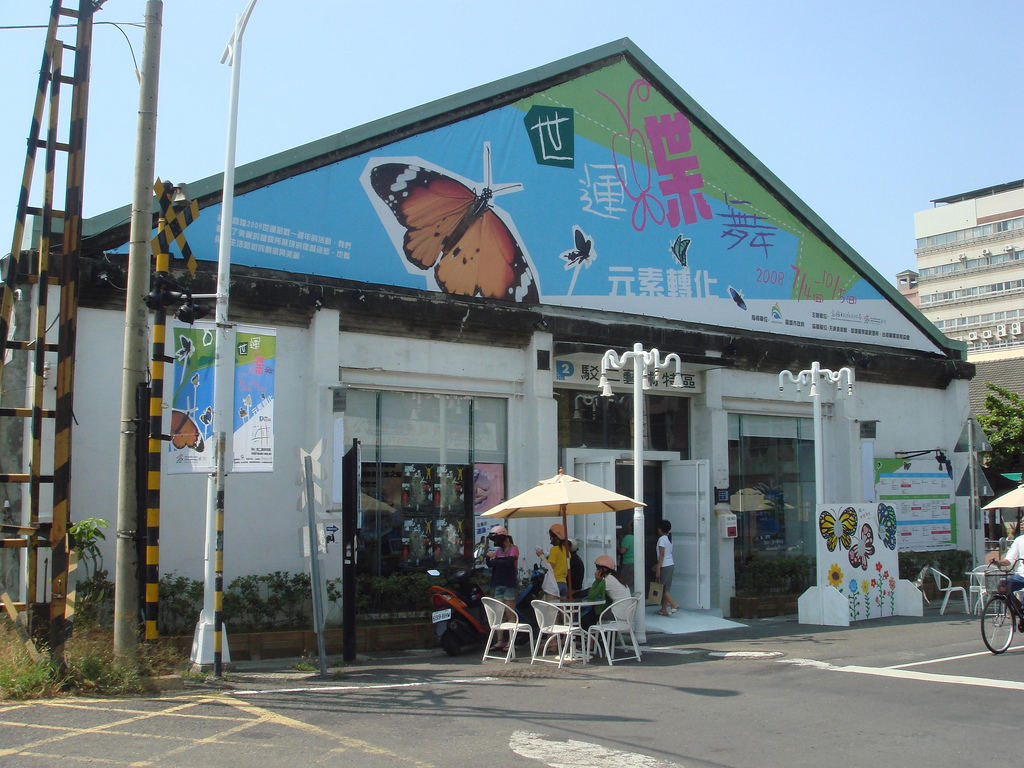
Ausstellungsgebäude am Pier 2

Das Kunstzentrum Pier 2 (chin. 駁二藝術特區 Bó èr yìshù tèqū) liegt am Hafen der Stadt Kaohsiung (Bezirk Yancheng) in Taiwan. Das ehemalige Hafengelände ist heute regelmäßiger Veranstaltungsort für Ausstellungen, Konzerte und andere kulturelle Aktivitäten.

## Geschichte und Entwicklung
Das Kunstzentrum befindet sich direkt am Pier Nummer 2 des Kaohsiunger Hafens, woher es seinen Namen hat. Der am 12. Juni 1973 fertiggestellte Pier war von zum Hafen gehörigen Lagerschuppen und Werkstätten umgeben, von denen die ältesten noch aus der Zeit der japanischen Herrschaft über Taiwan stammten. Als die wirtschaftliche Bedeutung des Piers schwand und die Schuppen nach und nach aufgegeben wurden, verfiel das Gelände und fand keine besondere Beachtung mehr.
Das änderte sich, als die Stadt Kaohsiung das Gelände am 10. Oktober 2000 zur Veranstaltung eines Feuerwerks aus Anlass des Nationalfeiertags nutzte. Das Ereignis zog die Aufmerksamkeit der Öffentlichkeit auf sich und veranlasste kunstinteressierte Bürger, im Jahr 2001 die Gesellschaft für Kunst Pier 2 zu gründen, mit dem Ziel, das Gelände zu sanieren und zu einem Zentrum für kulturelle Veranstaltungen umzugestalten.
Die Konzipierung und der Aufbau des Zentrums wurden von der Gesellschaft für Kunst Pier 2 in Zusammenarbeit mit der Shu-Te-Universität durchgeführt. In dieser Phase beteiligten sich viele Künstler und Kulturplaner an der Aufbauarbeit, bei der die ehemaligen Lagerschuppen zu Ausstellungsräumen und Bühnen umgestaltet wurden. 
Am 24. März 2002 wurden die ersten Räumlichkeiten eröffnet. Seit 2006 wird das Zentrum von der Stadt Kaohsiung verwaltet. Im Jahr 2010 eröffnete die Firma Sony Computer Entertainment im Gebäude „Lager 9“ ein Entwicklungszentrum für Computerspiele und Software. Im „Lager 7“ wird derzeit ein Entwicklungszentrum des amerikanischen Unternehmens Rhythm & Hues eingerichtet. Mittlerweile hat sich am Gelände des Pier 2 auch Gastronomie angesiedelt.

## Veranstaltungen
Im Kunstzentrum Pier 2 finden regelmäßig kulturelle Ausstellungen, Veranstaltungen und Konzerte statt. Das Zentrum beherbergt alljährlich das Youth Innovative Design Festival Taiwans und das Kaohsiung Design Festival. Zu weiteren größeren Veranstaltungen der Vergangenheit gehörten die Ausstellung The Delight of Chinese Characters (2011) und die Taiwan Design EXPO 2012. Daneben veranstaltet die taiwanische Konzertagentur The Music Wall regelmäßig Konzerte mit zumeist modernen Musikgruppen in einem dachlosen ehemaligen Lagerschuppen, der 900 Besuchern Platz bietet. Im März 2013 findet auf dem Gelände das Megaport Music Festival statt.
Das Kunstzentrum Pier 2 ist durch die Station Yanchengpu an die Kaohsiunger U-Bahn angebunden.